# Demophoo hammatus
Demophoo hammatus är en skalbaggsart som först beskrevs av Chabrillac 1857.  Demophoo hammatus ingår i släktet Demophoo och familjen långhorningar. Inga underarter finns listade i Catalogue of Life.